# Адријан Апостол
Адријан Апостол (енгл. Adrian Apostol; 11. март 1990) професионални је рагбиста и репрезентативац Румуније, који тренутно игра за румунског суперлигаша ЦСМ Баја Маре. Висок 186 цм, тежак 92 кг у каријери је играо за екипу Стеауа Букурешт 2010−2014. (13 утакмица, 20 поена), Фарул Констанца 2012−2014. (16 утакмица, 1 есеј), пре него што је 2015. прешао у трофејни румунски клуб ЦСМ Баја Маре. За репрезентацију Румуније је до сада одиграо 22 тест меча и постигао 30 поена. Играо је на 2 светска првенства.